# Nobu Jo
Nobu Jo (城ノブ Jo Nobu?,  18 de octubre de 1872 - 20 de diciembre de 1959) fue una filántropa y trabajadora social japonesa radicada en Kōbe. Fue la líder de la Asociación por el Bienestar de las Mujeres de Kōbe, con la cual obtuvo reconocimiento internacional en los años veinte por sus campañas de prevención de suicidios mediante intervenciones y carteles.

## Biografía
Nobu Jo nació en la Prefectura de Ehime el 18 de octubre de 1872. Era la hija de un doctor. Fue educada en una escuela misionera cristiana en Matsuyama.

### Carrera
Jo fue la fundadora de Asociación por el Bienestar de las Mujeres de Kōbe (Kobe Fujin Dojokai). Fue conocida por sus campañas de prevención de suicidios. Empezando en 1916 en las cercanías del barrio Suma de Kōbe, colocando grandes letreros y bien iluminados en lugares de alto riesgo, como estaciones de tren y puentes. Dichos letreros aconsejaban a los suicidas que se detuvieran, que esperaran y que visitaran la casa u oficina de Jo, si se encontraban en una situación de desesperación. Jo creía que las personas suicidas en ciudades se debían al estrés, mala salud, pobreza y aislamiento social, y que estos problemas subyacentes podrían resolverse o aliviarse sin pérdida de vidas. Recibió múltiples cartas agradeciéndole la señalización y se le atribuyó haber salvado miles de vidas.
Jo y su organización también mantenían un jardín de infantes, y asistían a víctimas de violencia doméstica. Protegió a cientos de mujeres del abuso en una residencia de Kōbe que estableció para dicho propósito, llegando a defender a una mujer de un hombre con un cuchillo. Ayudaba a las mujeres a obtener educación, empleo y viviendo, cuidaba de los niños de estas y pagaba los viajes necesarios, también ofrecía orientación y asesoramiento espiritual.
Continuó con su trabajo durante la Segunda Guerra Mundial e incluso en la posguerra, sumando un geriátrico femenino a su organización. Jo se volvió sorda con la edad, resultando herida en un incendio durante la guerra y los visitantes la describieron como "frágil" en sus últimos años.

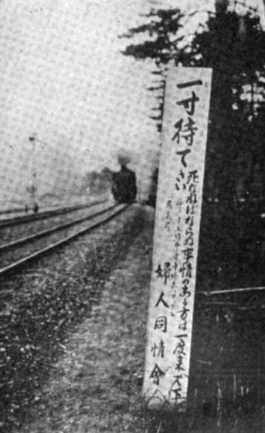
Uno de los letreros escritos por Nobu Jo, colocado en las proximidades de las vías del ferrocarril en Kōbe.

## Vida personal
Nobu Jo contrajo matrimonio en 1903. Falleció el 20 de diciembre de 1959, a la edad de 87 años.